# Douleurs ovulatoires
 (janvier 2012).
Si vous disposez d'ouvrages ou d'articles de référence ou si vous connaissez des sites web de qualité traitant du thème abordé ici, merci de compléter l'article en donnant les références utiles à sa vérifiabilité et en les liant à la section « Notes et références ».
Les douleurs ovulatoires, aussi appelées Mittelschmerz (de l'allemand, ce qui signifie douleurs du milieu), sont des douleurs abdominales basses pré-ovulatoires bénignes. Elles sont ressenties en milieu de cycle menstruel , soit environ 14 jours avant le début des règles. Ces douleurs touchent plus de 40 % des femmes. Elles durent en moyenne quelques heures mais peuvent atteindre les 48 heures dans certains cas.
Cette douleur est due à la libération de l'ovule, certaines femmes arrivent même à savoir lequel de leurs deux ovaires relâche l'ovule.

## Symptômes
La douleur est généralement modérée mais peut, chez certaines femmes, être ressentie de façon plus intense. Elle peut s'apparenter à des douleurs menstruelles ou encore à une crise d'appendicite ce qui peut conduire à des erreurs de diagnostic de la part des professionnels de santé.
Ces douleurs ovulatoires peuvent se manifester sous plusieurs symptômes : 
- Crampes au niveau du bas ventre
- Légers saignements vaginaux
- Pertes vaginales 
- Nausées en cas de douleur trop forte
- Douleurs dans le bas du dos